# Claude Aziza
Pour les articles homonymes, voir Aziza.
Claude Aziza est un universitaire français, né en 1937.
Principalement latiniste, il est connu pour ses publications portant sur les fictions modernes et contemporaines représentant l'Antiquité.
Parallèlement à ses activités de recherche, il exerce des activités d'éditeur et d'anthologiste et a participé à plusieurs médias tournés vers le grand public. Il a participé aux rééditions de plusieurs romans d'Alexandre Dumas.

## Biographie
Claude Aziza est agrégé de lettres classiques. Il collabore aux revues L'Histoire et Le Monde de la Bible. Il est maître de conférences honoraire de langue et littérature latines à la Sorbonne Nouvelle (Paris III). Il participe également à de multiples interventions sur la romanité, notamment à Nîmes, dans le cadre du "Forum du Livre Peplum" organisé par l'association "Carpefeuch".

## Télévision
Il a collaboré à l'émission Secrets d'Histoire consacrée à Cléopâtre VII, intitulée Cléopâtre ou la beauté fatale, diffusée le 26 juillet 2016 sur France 2.

## Ouvrages
- Tertullien et le judaïsme (thèse de doctorat), 1972
- Première année de latin, classe de 4e, du latin au français, avec Pierre Bennezon et Jeanne Lac, Éditions Bordas, 1973
- Littérature et sociétés : 1 Thèmes et manifestes du XIXe siècle, avec Claude Oliviéri, Robert Sctrick, Éditions Bordas, 95 p., 1976, 9782040073855
- Dictionnaire des types et caractères littéraires, avec Claude Oliviéri, Robert Sctrick, Nathan (éditions), 207 p., 1977, 978B0000E8UGA
- Littérature et sociétés : 2 Textes et documents, avec Claude Oliviéri, Robert Sctrick, Éditions Bordas, 191 p., 1978, 9782040075545
- Roma I 4ème et grands débutants, avec Françoise Colmez, Robert Sctrick, Éditions Bordas, 177 p., 1979, 9782040105556
- Dictionnaire des symboles et des thèmes littéraires, avec Claude Oliviéri, Robert Sctrick, Nathan (éditions), 234 p., 29/08/1978, 9782307349457
- Dictionnaire des figures et des personnages : littérature, opéra, cinéma, bande dessinée, avec Claude Oliviéri, Robert Sctrick, Garnier Frères, 450 p., 18/05/1981, 9782705003418
- Encyclopédie de poche de la science-fiction : guide de lecture, avec Jacques Goimard, Paris, Éditions Pocket, coll. « Science-fiction », 573 p., 1986, 9782266017978
- Encyclopédie de poche de la science-fiction : Livret pédagogique, avec Jacques Goimard, Paris, Éditions Pocket, coll. « Science-fiction », 192 p., 02/1987, 9782266019449
- Spartici Filius (Alix), avec Michel Dubrocard, Casterman, 48 p., 04/05/1993, 9782203321014
- Le Péplum : l'Antiquité au cinéma, Cinémaction n° 89, Condé-sur-Noireau, Éd. Charles Corlet, 184 p., 1998, 9782854809190
- Mémento de littérature française : œuvres, auteurs, personnages, Pocket Classiques n°6238, avec Annie Colognat, Éditions Pocket, 350 p., 05/04/2001, 9782266105361
- Littérature française : Mouvements, modes, manifestes, Les Guides Pocket Classiques n°6250, avec Annie Collognat, Éditions Pocket, 410 p., 16/10/2003, 9782266118651
- La Littérature policière, Les Guides Pocket Classiques n°6270, avec Anne Rey, Éditions Pocket, 269 p., 22/05/2003 , 9782266130318
- Le Tour de Jules Verne en 80 mots, avec Cathy Boëlle-Rousset, Éditions Le Pré aux clercs, 220 p., 17/02/2005, 9782842282264
- Néron : le mal-aimé de l'Histoire, Paris, Éditions Gallimard, coll. « Découvertes Gallimard/Histoire » no 493, 127 p., 14/09/2006 (traduit en roumain en 2008), 9782070319275
- Guide de l'Antiquité imaginaire : roman, cinéma, bande dessinée, Paris, Éd. Les Belles Lettres, 299 p., 20/11/2008, 9782251443546
- L'Histoire Hors-série Novembre- Rome au temps de Néron, Dargaud, 192 p., 01/09/2009, 9782505007760
- Le péplum, un mauvais genre, Paris, Éditions Klincksieck, coll. « 50 questions », 192 p., 05/11/2009, 9782252037386
- Toi Tarzan, moi fan, Paris, Éditions Klincksieck, 168 p., 03/09/2012, 9782252038628
- Peplum L'Antiquité Spectacle, avec J.-P. Adam, C. Lesec, Fage Editions, 152 p., 04/10/2012, 9782849752753
- Dictionnaire du Western, avec Jean-Marie Tixier, Éd. Vendémiaire, 347 p., 21/05/2015, 9782363582492
- Vivre l'Antiquité - Recueil de préfaces et autres textes, Ausonius, 373 p., 23/06/2016, 9782356131591
- Dictionnaire Murena, avec le concours de Jean Dufaux et de Philippe Delaby, Éd. Dargaud, 136 p., 03/11/2017, 9782505068211
- Dictionnaire Frankenstein, Éditions Omnibus, 224 p., 01/03/2018, 9782258150409
- Dictionnaire du Péplum, Éd. Vendémiaire, 361 p., 16/05/2019, 9782363583291
- Pompéi : Promenades insolites, Éd. Les Belles Lettres, 280 p., 14/01/2021, 9782251914855

## Editions de recueils
- Nouvelles révolutionnaires, Presses Pocket, 314 p., 1988, 9782266027595
- les Caravelles de l'aventure, presses de la Cité, 1340 p., 01/06/1992, 9782258036154
- Carthage : le rêve en flammes, presses de la Cité, 1219 p., 1993, 9782258037410
- Mélos, Omnibus, 1326 p., 1993, 9782258034099
- Pompéi le rêve sous les ruines, Presses de la Cité, 782 p., 1994, 9782258035430
- Jérusalem, le rêve à l'ombre du Temple, Omnibus, 1324 p., 1994, 9782258001473
- Les Grands Romans De La Guerre Du Pacifique, presses de la Cité, 1177 p., 01/04/1994, 9782258001435
- La Malédiction Des Momies, Fleuve Noir, 735 p., 17/12/1997, 9782265059283
- Pompéi : sur les pas de Dumas, Gautier, Nerval, Jensen et quelques autres, Pocket, 238 p., 1995, 9782266069519
- Jésus, Omnibus, 851 p., 1995, 9782258049697
- La Crète, les romans du labyrinthe, Omnibus, 1154 p., 23/04/1995, 9782258040250
- les Classiques de la litterature amoureuse, Omnibus, 942 p., 1996, 9782258045118
- Le roman de la Lune, Cyrano de Bergerac, Louis Desnoyers, Jules Verne, H. G. Wells, Omnibus, 836 p., 05/05/2009, 9782258080195
- Rome par ses historiens, avec Cathy Rousse, Éd. Les Belles Lettres, 360 p., 13/11/2012, 9782251444529

## Traductions latines
- Murena , Murex et Aurum, Murena-édition en latin tome 1, traduction en latin, Éd. Dargaud, 192 p., 11/11/2009, 9782505006879
- Murex et Aurum, Murena-édition en latin tome 1, traduction en latin, Éd. Dargaud, 192 p., 07/06/2013, 9782505019480
- Murena , Ex arena et cruore, traduction en latin, Éd. Dargaud, 192 p., 10/06/2016, 9782505066446

## Editions préfacées et commentées
- les Derniers Jours de Pompéi (Pocket Presse 2237), Presses Pocket, 494 p., 1984, 9782266013581
- Acté (Presses Pocket 2291), Presses Pocket, 250 p., 1984, 9782266014540
- Ben-Hur (Presses Pocket 2231), Presses Pocket, 531 p., 1984, 9782266013550
- Fabiola (Presses Pocket 2278), Presses Pocket, 480 p., 01/11/1984, 9782266014373
- Le Fils de Ben-Hur (Presses Pocket 2318), Presses Pocket, 436 p., 1985, 9782266015035
- les Derniers Jours de Pompéi, Livre de Poche, 256 p., 1989, 9782253048763
- Cyrano de Bergerac (1989 Presses Pocket 6007), Pocket Classique, 393 p., 1989, 9782266029278
- le roman de bas le cuir, presses de la Cité, 1650 p., 01/07/1989, 9782258030091
- Bel-Ami (1990), Presses Pocket, 469 p., 1990, 9782266033503
- Boule de Suif (1998 pocket 6055), Presses Pocket, 278 p., 1990, 9782266036689
- Au bonheur des dames (pocket classique 6032), Pocket Classique, 490 p., 01/06/1990, 9782266205139
- le Roman de la momie (pocket classique 6049), Pocket Classique, 575 p., 1991, 9782266033732
- le Capitaine Fracasse (pocket classique 6100), Pocket Classique, 627 p., 1991, 9782266083126
- le Dernier des Mohicans (pocket 4023), Pocket Classique, 505 p., 1992, 9782266049153
- Dracula (pocket 4669), Pocket Classique, 576 p., 1992, 9782266219549
- les Amants de Byzance (pocket 2270), Pocket Classique, 316 p., 1993, 9782266053716
- Nord et Sud , Presses de la Cité, 1614 p., 01/05/1993, 9782258038486
- Frankenstein (pocket 3252), Pocket Classique, 384 p., 1994, 9782266196772
- Salammbô (pocket 3727), Pocket Classique, 499 p., 1995, 9782266083171
- Dictionnaire des antiquités romaines et grecques, Petite Bibliothèque Payot, 565 p., 1995, 9782228889025
- Frankenstein ou le moderne prométhée, Pocket, 358 p., 03/01/1995, 9782266003544
- Vie mort et résurrection d'Herculanum et de Pompéi, Petite Bibliothèque Payot, 314 p., 03/11/1995, 9782228889797
- le Bossu, le Roman de Lagardère, Omnibus, 1399 p., 1997, 9782258151390
- Bel-Ami (1998), Presses Pocket, 470 p., 1998, 9782266082969
- Boule de Suif (1998 pocket 6055), Pocket, 276 p., 01/03/1998, 9782266082976
- Cyrano de Bergerac (1998), Pocket, 392 p., 12/03/1998, 9782266082754
- le Comte de Monte-Cristo, Omnibus, 1280 p., 1998, 9782258050198
- les Trois Mousquetaires vingt ans après, Omnibus, 1388 p., 1998, 9782980549915
- le Vicomte de Bragelonne, Omnibus, 1728 p., 1998, 9782258050174
- Histoires d'Alsace et de Lorraine, Omnibus, 841 p., 14/10/1999, 9782258051423
- Les romans, Omnibus, 1353 p., 1999, 9782258052703
- la Porte des mondes (pocket 6213), Pocket Classique, 192 p., 21/01/1999, 9782266088435
- Les colosses de Carthage, Pocket Jeunesse, 308 p., 01/01/1999, 9782266301152
- au tournant du siècle, Omnibus, 988 p., 06/01/2000, 9782258053687
- Contes et histoires du futur (pocket 6235), Pocket Classique, 310 p., 2001, 9782266103091
- 120 rue de la Gare (pocket 6215), Pocket Classique, 384 p., 2001, 9782266111287
- les Romans de l'eau, Omnibus, 1344 p., 2001, 9782258057883
- Les Romans de l'air, Omnibus, 1130 p., 2001, 9782702867686
- drames romantiques, Omnibus, 1258 p., 05/09/2002, 9782258060333
- Histoires de vampires et de morts vivants (pocket classique 6249), pocket Classique, 352 p., 07/03/2002, 9782266118682
- d'Artagnan et Cyrano, Omnibus, 1355 p., 17/01/2002, 9782258058897
- les romans du feu, Omnibus, 932 p., 07/11/2002, 9782258058569
- les romans de la terre, Omnibus, 1056 p., 07/11/2002, 9782258058552
- histoires de monstres et de revenants (pocket 6269), pocket Classique, 254 p., 05/06/2003, 9782266129954
- les trois enquetes du chevalier Dupin, Pocket, 230 p., 06/03/2003, 9782266130301
- histoires de démons et de momies, pocket Classique, 245 p., 04/03/2003, 9782266136716
- De la cour des grands , Pocket, 288 p., 22/07/2004, 9782266146081
- petit dictionnaire des religions, Pocket jeunesse, 219 p., 01/09/2004, 9782266141024
- les romans des cinq continents tome1, Omnibus, 1076 p., 15/10/2004, 9782258067011
- nouvelles de jeunesse, Le Pré Aux Clercs, 312 p., 17/02/2005, 978-2286008055
- les romans des cinq continents tome2, Omnibus, 1076 p., 01/03/2005, 9782258067837
- Nemo versus Nemo, Treize étrange, 32 p., 16/05/2005, 9782745917522
- Isaac Laquedem ou Le roman du Juif errant , Les Belles Lettres, 452 p., 01/10/2005, 9782251442952
- L'étrange histoire d'Arthur Gordon Pym, Omnibus, 976 p., 20/10/2005, 9782258069541
- théatre, Omnibus, 992 p., 01/01/2006, 9782258070202
- mémoires d'horace, Les Belles Lettres, 356 p., 10/03/2006, 9782251443041
- La comtesse de Salisbury, Les Belles Lettres, 415 p., 05/09/2006, 9782251443133
- Le K de Dino Buzzati, Pocket, 186 p., 25/09/2006, 9782266149181
- voyage à Pompéi, De Passy, . p., 01/04/2007, 9782351460054
- Les Derniers Jours de Pompéi, Les Belles Lettres, 465 p., 06/04/2007, 9782251443225
- Le fils de Monte-Cristo - La luciola, De Passy, 347 p., 24/04/2007, 9782351460023
- histoires en rouge et noir (pocket classique 6317), pocket Classique, 279 p., 01/06/2007, 9782266148818
- ivanhoé, Bartillat, 534 p., 10/01/2008, 9782841004058
- urbi et orbi, les belles Lettres, 224 p., 01/06/2008, 9782251443454
- La Dame de Monsoreau / Les Quarante-Cinq, Omnibus, 1423 p., 08/01/2009, 9782258077454
- Bel-Ami (2009), Pocket, 512 p., 11/07/2009, 9782266196918
- Boule de Suif et autres récits de guerre, Pocket, 320 p., 02/07/2009, 9782266197007
- Histoires d'Alsace et de Lorraine, Omnibus, 841 p., 05/11/2009, 9782258081239
- Les romans des îles, Omnibus, 1152 p., 15/04/2010, 9782258080201
- Les aventures extraordinaires d'Arsène Lupin Tome 3, Omnibus, 1023 p., 15/04/2010, 9782258093881
- La mille et deuxième nuit - L'intégrale des nouvelles, Omnibus, 1063 p., 28/04/2011, 9782258090682
- Gaule et France, Vendémiaire, 288 p., 27/06/2012, 9782363580375
- l'horoscope la reine margot, Omnibus, 928 p., 07/06/2012, 9782258091818
- La Dernière Légion et autres contes antiques, Vendémiaire, 154 p., 04/07/2012, 9782363580382
- les Romans de chevalerie - Ivanhoë, Quentin Durward, Le Talisman, Omnibus, 1405 p., 14/03/2013, 9782258101760
- les trois mousquetaires vingt ans apres, Omnibus, 1408 p., 14/03/2013, 9782258100541
- le comte de Monte-Cristo, Omnibus, 1256 p., 20/03/2013, 9782258100558
- Louis XV et sa cour, Vendémiaire, 602 p., 26/06/2013, 9782363580702
- Famille sans nom, Vendémiaire, 410 p., 26/06/2013, 9782363580580
- Dracula, Pocket, 575 p., 01/11/2013, 9782266243247
- Les aventures d'Allan Quatermain, Omnibus, 992 p., 18/09/2014, 9782258107250
- l'espion, Vendémiaire, 576 p., 20/11/2014, 9782363581495
- Promenades archéologiques, J,Millon, 764 p., 19/10/2017, 9782841373307
- Voyages extraordinaires , Omnibus, 872 p., 04/10/2018, 9782258150621
- au bonheur des dames, 12/21, 390 p., 26/09/2019, 9782823875294
- le comte de Monte-Cristo, Omnibus, 1256 p., 2020, 9782258193789
- Mon prof ce héros, Presses de la Cité, 128 p., 03/12/2020, 9782258195769
- Voyage a Naples , Vendémiaire, 450 p., 17/06/2021, 9782363583475
- Les travailleurs de la mer, Omnibus, 648 p., 20/10/2021, 9782258195486
- Contes et nouvelles du pays de France, Omnibus, 904 p., 17/11/2022, 9782258202306
- 1001 Films à voir avant de mourir, Omnibus, 960 p., 10/2004, 9782258063914